# Ridley (Automarke)
Ridley war eine britische Automobilmarke, die nur 1914 von der Thorofare Motors Ltd. in Woodbridge (Suffolk) gebaut wurde.
Der Ridley war ein Leichtfahrzeug, das von einem V2-Motor von Blumfield mit 10 bhp (7,4 kW) Leistung angetrieben wurde.

## Quelle
- David Culshaw, Peter Horrobin: The Complete Catalogue of British Cars. 1895–1975. New edition. Veloce Publishing plc., Dorchester 1997, ISBN 1-874105-93-6.